# Sergokala
Sergokala (russisch Сергокала́, darginisch Сергокъала) ist ein Dorf (selo) in der Republik Dagestan in Russland mit 8143 Einwohnern (Stand 14. Oktober 2010).

## Geographie
Der Ort liegt knapp 60 km Luftlinie südsüdöstlich der Republikhauptstadt Machatschkala im nordöstlichen Randgebiet des Großen Kaukasus am linken Ufer des Flüsschens Kakaosen.
Sergokala ist Verwaltungszentrum des Sergokalinski rajon sowie Sitz der Landgemeinde (selskoje posselenije) Sergokalinski selsowet, zu der außerdem das gut 6 km nordwestlich gelegene Dorf Kadirkent gehört. Heute ist das Dorf faktisch monoethnisch von Darginern bewohnt.

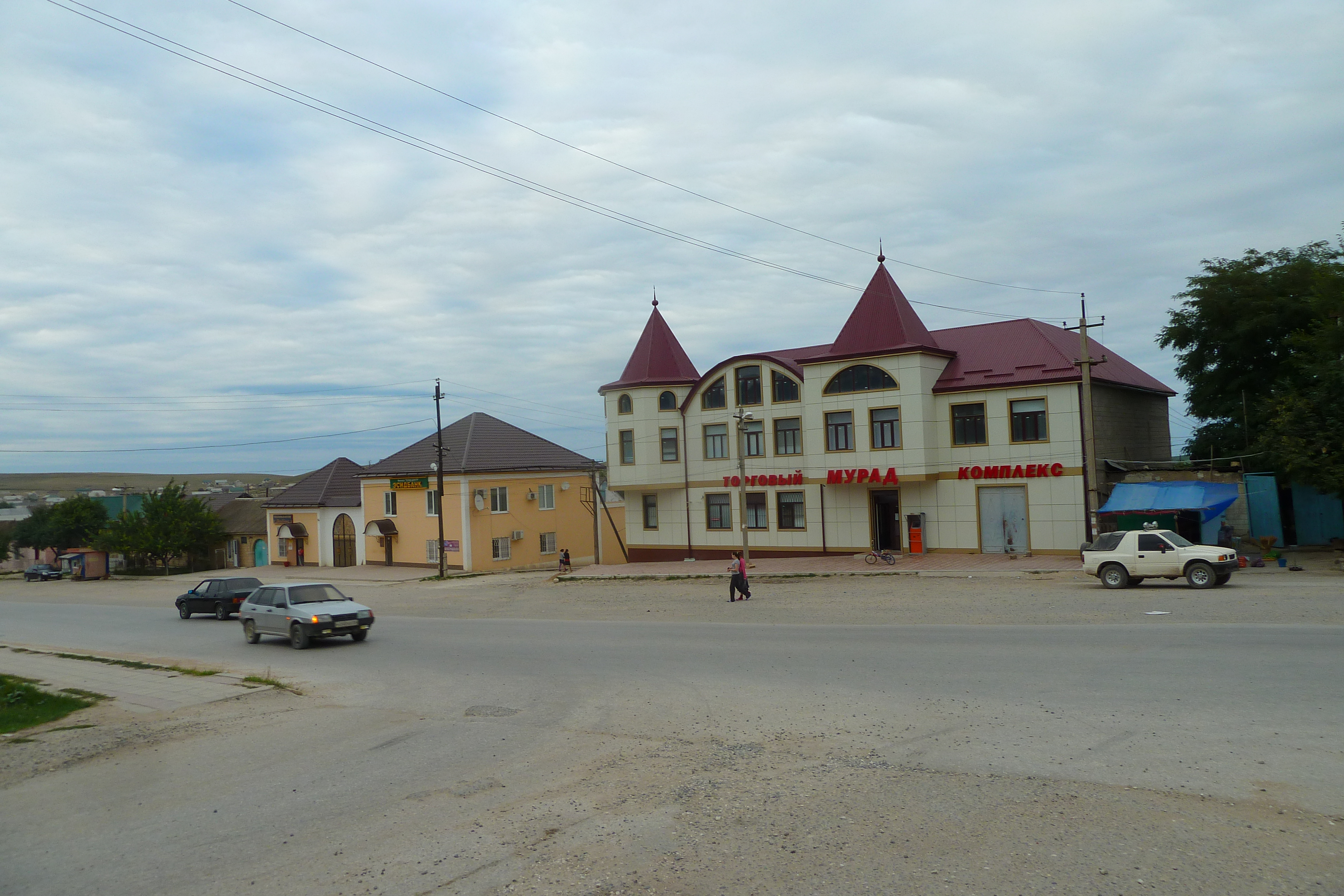
Geschäftsstraße in Sergokala
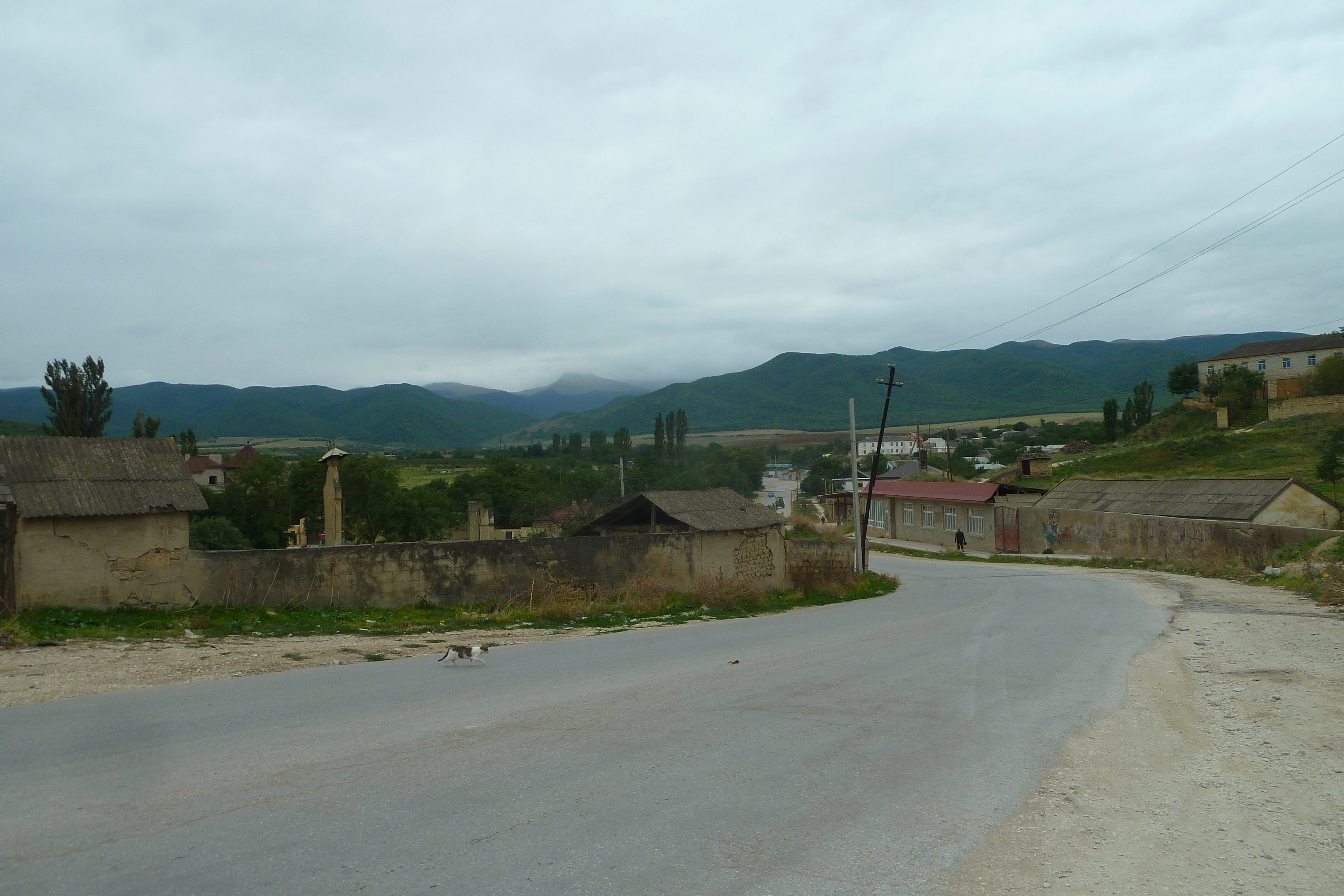
Straße in Sergokala
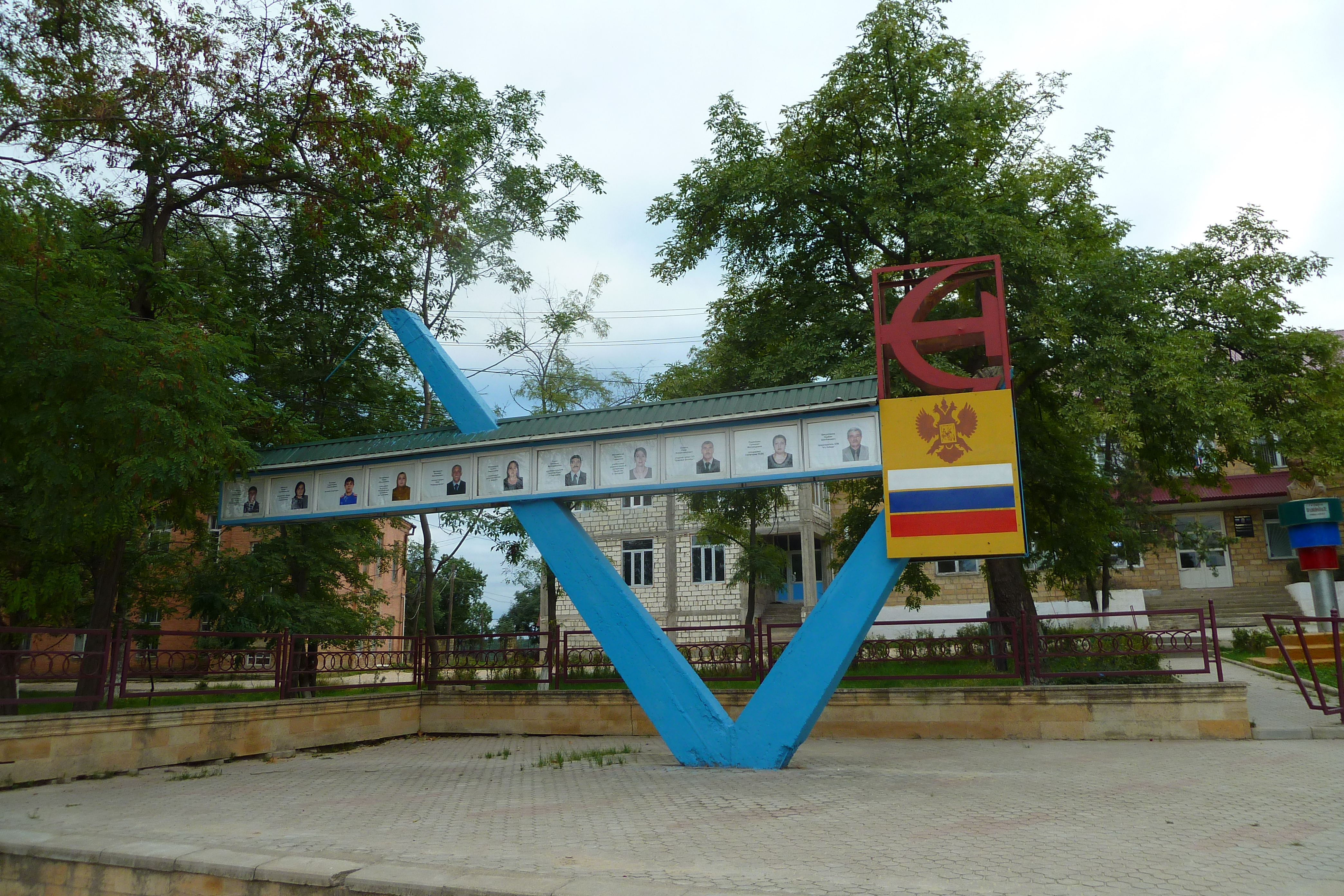
Stele mit verdienstvollen Bürgern auf dem Zentralplatz
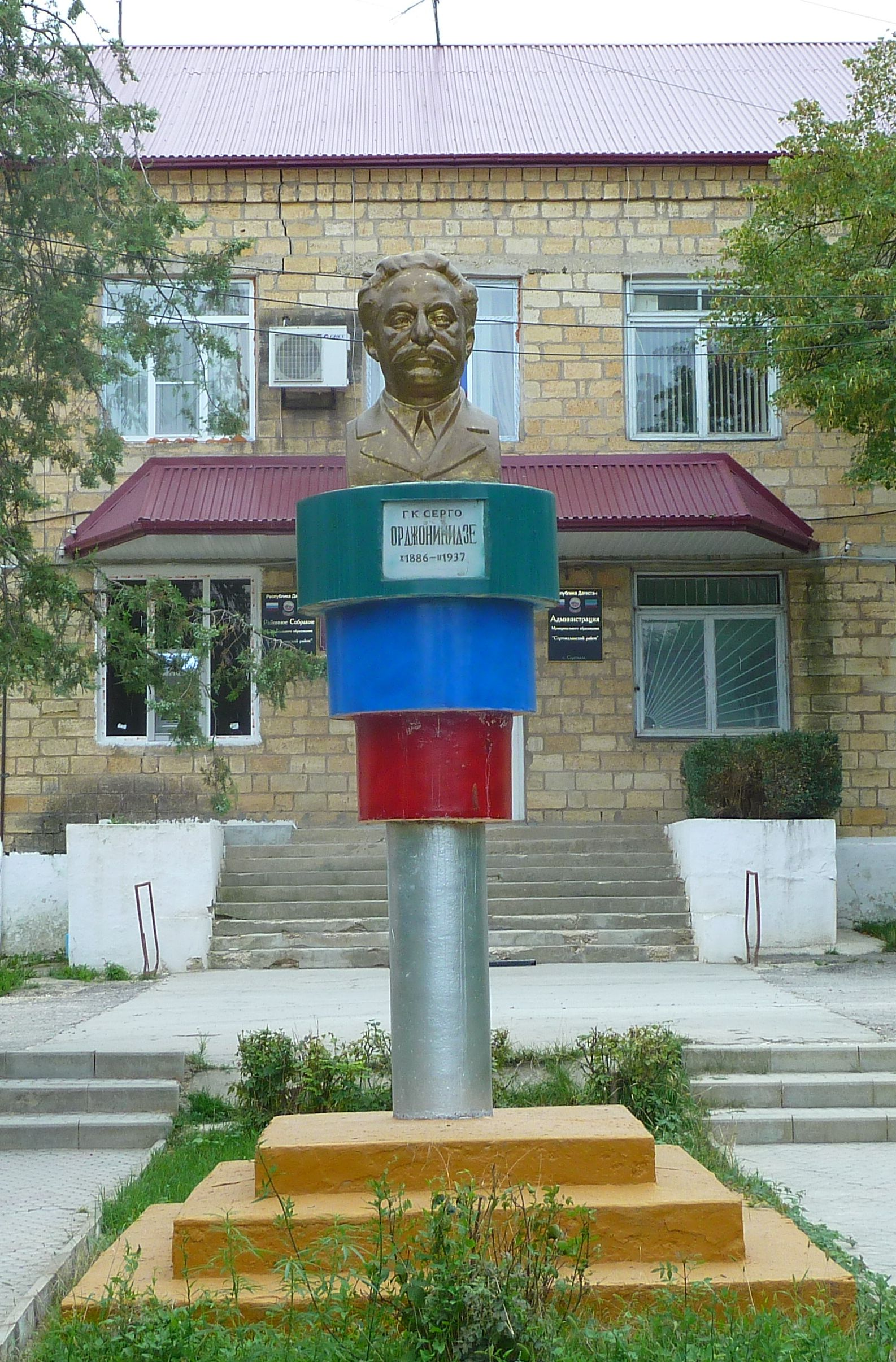
Büste des Namensgebers Sergo Ordschonikidse

## Geschichte
Der Ort wurde 1846 während des Kaukasuskrieges als russische Militärsiedlung unter dem Namen Deschlagar gegründet, benannt nach einer nahen Örtlichkeit, abgeleitet von der darginischen Bezeichnung des dort wachsenden Wolligen Schneeballs. Am 22. November 1928 wurde das Dorf im Rahmen der administrativen Neugliederung der Dagestanischen ASSR zunächst Sitz eines Kantons und zugleich in Korkmaskala (alternative Schreibweise Korkmas-Kala) umbenannt, nach dem kumykischen Publizisten, Politiker und zu diesem Zeitpunkt Regierungschef (Vorsitzender des Rates der Volkskommissare) Dagestans Dschelal-ed-Din Korkmassow (1877–1937); mit Anweisung vom 3. Juli 1929 wurde der Kanton in einen Rajon umgewandelt. Am 10. September 1937 erhielten Ort und Rajon ihre heutigen Bezeichnungen nach dem Vornamen des im selben Jahr verstorbenen Revolutionärs und Politikers Sergo Ordschonikidse (Sergokala bedeutet so viel wie Sergo-Stadt), während der vorherige Namensgeber Korkmassow den stalinschen Repressionen zum Opfer gefallen war.

### Bevölkerungsentwicklung
| Jahr | Einwohner |
| ---- | --------- |
| 1897 | 3016      |
| 1939 | 1813      |
| 1959 | 4026      |
| 1970 | 4661      |
| 1979 | 4825      |
| 1989 | 5591      |
| 2002 | 7627      |
| 2010 | 8143      |

Anmerkung: Volkszählungsdaten

## Verkehr
Sergokala liegt Regionalstraße 82K-011, die von Manas an der föderalen Fernstraße R217 über das nördlich benachbarte Rajonzentrum Karabudachkent kommend weiter nach Perwomaiskoje bei Isberbasch, ebenfalls an der R217, verläuft. In der gut 20 km entfernten Stadt Isberbasch befindet sich auch die nächstgelegene Bahnstation an der Strecke Rostow am Don – Machatschkala – Baku. In Sergokala zweigt in westlicher Richtung die Regionalstraße 82K-012 in das benachbarte, weiter in den Bergen liegende Rajonzentrum Lewaschi ab.

## Söhne und Töchter des Dorfs
- Alexander Kessler (1859–1927), Chemiker, Meteorologe und Hochschullehrer